# Ocotepec (Chiapas)
Ocotepec es una población mexicana que se ubica al norte del estado de Chiapas. Es la cabecera del municipio del mismo nombre.  y se ubica en las Montañas del Norte. Su población se acerca a los 14,088 habitantes en el 2020.
Limita al norte con los municipios de Chapultenango y Francisco León, al este con Tapalapa, al sur con Coapilla y Copainalá, al oeste con Tecpatán.

## Hidrografía
Los ríos que atraviesan el entorno de la localidad son el Cuachi y el Tombac, además de los arroyos de caudal permanentemente San Isidro y del Pueblo, así como otros arroyos de caudal estacional y más variable, como el de la Campana y de Pollón, junto con la laguna Agua Perdida.

## Clima
Cálido húmedo con lluvias todo el año.

## Vegetación
Selva alta. como cerros grandes, montañosos y diversos animales como la tortuga del desierto.

## Gastronomía
Tzada, un alimento hecho con guineo, fríjol, masa y epazote, (guineos, chipilín, masa y flor de calabaza), hierba mora, puntas de chayote y calabaza con fríjol, así como los dulces de chilacayote, curtido y toman pozol blanco.

## Atractivos turísticos
La iglesia colonial del patrono San Marcos y sus paisajes naturales.